# Bakr Sidki
Bakr Sidki (ur. 1885 w Askarze, zm. 11 sierpnia 1937 w Mosulu) – iracki wojskowy i polityk pochodzenia kurdyjskiego, współautor zamachu stanu w Iraku w 1936.

## Życiorys

### Służba wojskowa
Był z pochodzenia Kurdem. Ukończył szkołę wojskową w Stambule i podjął służbę w armii tureckiej w stopniu podporucznika. Walczył w wojnach bałkańskich, a następnie rozpoczął naukę w szkole sztabowej w Stambule, którą ukończył w 1915.
Był w grupie wojskowych, którzy razem z synem szarifa Mekki Fajsalem dążyli do utworzenia samodzielnego państwa arabskiego – Wielkiej Syrii. Rok po upadku tegoż kraju, w 1921, wstąpił do armii irackiej. Ukończył brytyjską szkołę sztabu generalnego i uważany był za jednego z najbardziej kompetentnych irackich wojskowych. Po uzyskaniu końcowego dyplomu sam zaczął wykładać w szkole sztabu w Bagdadzie. W 1928 otrzymał awans na pułkownika.
W 1933 krwawo stłumił powstanie Asyryjczyków, dopuszczając się zbrodni na ludności cywilnej (masakra w Simele). Masakra asyryjskich chłopów (ok. 315 ofiar) odbyła się za zgodą rządu irackiego, który dał mu wolną rękę w zakresie środków represyjnych. Za stłumienie powstania Sidki otrzymał awans na generała brygady i odbył w Bagdadzie triumfalną paradę. Przez kilka kolejnych lat dowodził wojskami w południowej części Iraku. W 1936 brutalnie stłumił bunt szyicki. Również to wydarzenie podniosło jego prestiż w oczach elity władzy, której zależało na natychmiastowym wymuszaniu porządku w państwie.

### Zamach stanu w 1936 i jego następstwa
W październiku 1936 obalił rząd Jasina al-Haszimiego drogą wojskowego przewrotu. Sidki był wówczas p.o. głównodowodzącego sił zbrojnych. Uprzedziwszy o swoich działaniach tajną organizację antyrządową Al-Ahali i jej przywódcę Hikmata Sulajmana, wydał podległym sobie oddziałom rozkaz marszu na Bagdad i ogłosił, że staje na czele „narodowej siły reformatorskiej”. Z samolotów zrzucone zostały ulotki, w których informowano, że armia prosi króla Ghaziego I o zdymisjonowanie rządu. Król, prawdopodobnie również uprzedzony o planach Sidkiego, zakazał oporu przeciwko zamachowcom i mianował nowym premierem Sulajmana. Za pośrednictwem ministra obrony Dżafara al-Askariego przekazał Sidkiemu prośbę o przerwanie marszu na Bagdad. Sidki uznał jednak, że al-Askari usiłuje pokrzyżować jego plany i nakazał zabicie go. Morderstwo polityczne dokonane w toku zamachu zniechęciło do Sidkiego zarówno bezpośrednich współpracowników zabitego, jak i oficerów, którzy zawdzięczali mu swoją karierę w armii.
Po zwycięstwie przewrotu Sidki nie wszedł do rządu, ale miał duży wpływ na jego działalność, przede wszystkim w sferze polityki zagranicznej. Zgadzał się z Sulajmanem co do konieczności oparcia się przez Irak na sojuszach z Iranem i Turcją i podzielał jego wizję odgórnej modernizacji kraju, tak, jak stało się to w Turcji. Został również głównodowodzącym armii irackiej.
W 1937 znaczenie Sidkiego jeszcze wzrosło. Chociaż Hikmat Sulajman obawiał się jego wpływów i w wymienionym roku doprowadził do usunięcia z wojska części wiernych mu oficerów, ostatecznie postanowił nadal oprzeć się na współpracy z nim niż pójść na ustępstwa wobec reformatorskiego Stowarzyszenia Reformy Ludowej. W 1937 Sidki publicznie zaatakował środowiska domagające się reform.
W tym samym roku Sulajman i Sidki, przekonani o tym, że szyiccy szajchowie z południa szykują nowe powstanie zbrojne, prewencyjnie aresztowali najważniejszych z nich. Powstanie wybuchło mimo wszystko i ciągnęło się przez kilka miesięcy. Pod wpływem sprawy szyitów rząd Sulajmana opuścili ministrowie popierający reformy. Zastąpili ich ludzie z otoczenia Sidkiego, a Sulajman zlikwidował Stowarzyszenie Reformy Ludowej, definitywnie zwracając się ku rządom autorytarnym i konserwatyzmowi.
Sidki nie miał pełnej kontroli nad armią i nie wykrył wymierzonego w swoją osobę spisku, który w tym samym roku zawiązali oficerowie Salah ad-Din as-Sabbagh, Husajn Fauzi, Amin al-Umari, Kamil Szabib, Mahmud Salman, Aziz Jamulki oraz Fahmi Sa’id. Wszyscy byli Arabami wyznania sunnickiego, zwolennikami panarabizmu, odrzucali założenia polityczne rządu Sulajmana i Sidkiego. Niechętnie również patrzyli na kurdyjskie pochodzenie głównodowodzącego oraz faworyzowanie przez niego swoich rodaków w armii. Spisek zakończył się w sierpniu 1937 zabójstwem Sidkiego, który został zastrzelony na lotnisku w Mosulu razem z dowodzącym lotnictwem Muhammadem Alim Dżawadem. Po zamachu na Sidkiego armia wypowiedziała posłuszeństwo rządowi Sulajmana, który w połowie 1937 podał się do dymisji. Kierujący spiskiem oficerowie w kolejnych latach byli najważniejszymi postaciami na irackiej scenie politycznej.